# London Critics' Circle Film Awards 2017
38. ročník předávání cen London Critics' Circle Film Awards se konal dne 28. ledna 2018. Nominace byly oznámeny dne 19. prosince 2017.

## Vítězové a nominovaní

### Nejlepší film
Tři billboardy kousek za Ebbingem
- Dej mi své jméno
- Dunkerk
- The Florida Project
- Uteč
- Na konci světa
- Lady Bird
- Nemilovaní
- Nit z přízraků
- Tvář vody

### Nejlepší britský/irský film
Dunkerk
- Na konci světa
- Lady Macbeth
- Paddington 2
- Tři billboardy kousek za Ebbingem

### Nejlepší režisér
Sean Baker – The Florida Project
- Guillermo del Toro – Tvář vody
- Luca Guadagnino – Dej mi své jméno
- Martin McDonagh – Tři billboardy kousek za Ebbingem
- Christopher Nolan – Dunkerk

### Nejlepší scénář
Martin McDonagh – Tři billboardy kousek za Ebbingem
- James Ivory – Dej mi své jméno
- Greta Gerwig – Lady Bird
- Paul Thomas Anderson – Nit z přízraků
- Jordan Peele – Uteč

### Nejlepší herec v hlavní roli
Timothée Chalamet – Dej mi své jméno
- Gary Oldman – Nejtemnější hodina
- James Franco – The Disaster Artist: Úžasný propadák
- Daniel Day-Lewis – Nit z přízraků
- Daniel Kaluuya – Uteč

### Nejlepší herečka v hlavní roli
Frances McDormandová – Tři billboardy kousek za Ebbingem
- Sally Hawkins – Tvář vody
- Annette Bening – Hvězdy neumírají v Liverpoolu
- Isabelle Huppert – Elle
- Florence Pughová – Lady Macbeth

### Nejlepší herec ve vedlejší roli
Hugh Grant – Paddington 2
- Sam Rockwell – Tři billboardy kousek za Ebbingem
- Willem Dafoe – The Florida Project
- Woody Harrelson – Tři billboardy kousek za Ebbingem
- Michael Stuhlbarg – Dej mi své jméno

### Nejlepší herečka ve vedlejší roli
Lesley Manville – Nit z přízraků
- Laurie Metcalf – Lady Bird
- Holly Hunter – Pěkně blbě
- Allison Janney – Já, Tonya
- Lily Gladstone – Jisté ženy

### Nejlepší britský/irský herec
Daniel Kaluuya – Uteč
- Daniel Day-Lewis – Nit z přízraků
- Colin Farrell – Zabití posvátného jelena/Oklamaný
- Josh O'Connor – Na konci světa
- Gary Oldman – Nejtemnější hodina/Vesmír mezi námi

### Nejlepší britská/irská herečka
Sally Hawkins – Tvář vody/Maudie/Paddington 2
- Emily Beecham – Daphne
- Judi Dench – Victoria a Abdul/Vražda v Orient expresu
- Florence Pughová – Lady Macbeth
- Saoirse Ronan –  Lady Bird/S láskou, Vincent

### Nejlepší britská/irská mladá herečka/mladý herec
Harris Dickinson – Plážoví flákači
- Tom Holland – Ztracené město Z/Spider-Man: Homecoming
- Noah Jupe – Suburbicon: Temné předměstí/(Ne)obyčejný kluk/Smrtihlav
- Dafne Keen – Logan: Wolverine
- Fionn Whitehead – Dunkerk

### Nejlepší dokument
Nejsem žádný tvůj negr
- Jane
- 78/52
- Human Flow
- The Work

### Nejlepší cizojazyčný film
Elle
- Aquarius
- Komorná
- Nemilovaní
- Raw

### Objev roku – britský/irský filmař
Francis Lee – Na konci světa
- Alice Birch – Lady Macbeth
- Simon Farnaby – Paddington 2/Mindhorn
- Rungano Nyoni – Nejsem čarodějnice!
- William Oldroyd – Lady Macbeth

### Nejlepší britský/irský krátkometrážní film
Milovat Mojžíše – Dionne Edwards
- The Cloud of Unknowing – Mike Hannon
- The Dog and the Elephant – Mike Sharpe
- Tuesday – Charlotte Wells
- Your Mother and I – Anna Maguire

### Nejlepší technika
Blade Runner 2049 – Dennis Gassner, výprava
- Baby Driver – Darrin Prescott, kaskadéři
- Dunkerk – Hans Zimmer, hudba
- Na konci světa– Joshua James Richards, kamera
- Lady Macbeth – Holly Waddington, kostýmy
- Ztracené město Z – Darius Khondji, kamera
- The Love Witch – Emma Willis, masky
- Paddington 2 – Pablo Grillo, vizuální efekty
- Nit z přízraků – Mark Bridges, kostýmy
- Star Wars: Poslední z Jediů – Ben Morris, vizuální efekty

### Ocenění Dilys Powella
Kate Winslet